# Нестор, Эйки
Эйки Нестор (эст. Eiki Nestor; 5 сентября 1953, Таллин, ЭССР, СССР) – эстонский политик, председатель собрания профсоюза работников транспорта и дорожного хозяйства, член правления Социал-демократической партии Эстонии. Лидер партии с 1994 по 1996 год. Депутат парламента Эстонии с 7 по 13 состав. Избран спикером Рийгикогу в марте 2014 года и переизбран в марте 2015 года. Член попечительского совета Таллинского технического университета.

## Биография
В 1971 году Нестор окончил обучение в гимназии Густава Адольфа, и в 1976 году Таллинском техническом университете по профессии инженер-механик. С 1976 по 1989 работал руководителем отдела Кейлаской автобазы. Эйки Нестор участвовал в создании профсоюза работников автомобильного транспорта и шоссейных дорог и с 1982 по 1989 становится главным инспектором по охране труда профсоюза, а с 1989 по 1992 – председателем профсоюза.  В качестве министра без портфеля с 1994 по 1995 год отвечал за региональное развитие, министр социальных дел с 1999 по 2002 год.
В 2001 году Эйки Нестор был награждён орденом Государственного герба V степени. В 2011 году награждён медалью Балтийской ассамблеи. В 2016 году награждён Большим крестом ордена Белой Розы Финляндии. В 2018 году награждён oрденом Государственного герба II степени. В 2019 году награждён Большим крестом ордена «За заслуги перед Итальянской Республикой». 

## Личное
Женат и имеет двух сыновей: Сийма Нестора и Мадиса Нестора.